# 台湾青年
『台湾青年』（たいわんせいねん）は、日本統治時代の1920年（大正9年）に、「新民会」が在日台湾人留学生対象として発行した機関紙である。また、同じく在日台湾人留学生雑誌として、第二次世界大戦後の1960年（昭和35年）4月に台湾青年社より同名の雑誌が創刊され、2002年（平成14年）の第500号まで続いた。前者は抗日運動、後者は台湾独立運動の特色を持つ。

## 概説

### 1920年創刊『台湾青年』
1920年（大正9年）1月11日、東京の台湾留学生ならびに林献堂らが中心となり、台湾における台湾人の地位の向上を目指して「新民会」を成立させた。新民会は、学生会員を傘下の「台湾青年会」に所属させ、同年7月16日、機関誌として在日台湾人留学生を対象に、東京にて月刊『台湾青年』を創刊した。創刊の辞には、「諸君！立てよ、時期は正に到来した。義を見て為さざるは勇なき懦怯者、世界の潮流に反抗するものは文明の落伍者 [...]」とあった。これには、中国2000年の封建制帝国王朝を倒した辛亥革命、ロシア革命、そして第一次世界大戦後の民族自決主義の潮流と、さらには日本の大正デモクラシーの影響を受けている。本「台湾青年」は台湾人による政治運動の最初の機関刊行物である。編集主任は、蔡培火であり、王敏川、林呈禄、蔡恵如らが共同で編集にあたった。また、雑誌社は東京市麹町区飯田町に置かれた。この『台湾青年』は、1922年（大正11年）4月1日に名称を『台湾』とした。翌1923年（大正12年）半月刊の『台湾民報』として刊行されるようになった。『台湾青年』ならびに『台湾』は、日本語と漢文とが併用されていたが、『台湾民報』からは、おりから提唱されていた中国白話文が用いられている。日本内務省、台湾総督府から干渉を受けながらも誌名を変えて発展し、日本国内だけでなく、台湾島内でも支持を集めた。

### 1960年創刊『台湾青年』
戦後の台湾は戒厳令下の恐怖政治となり、思想や言論が厳しく統制され、社会、政治、経済、歴史、文化などあらゆる面で政府の一方的宣伝だけを知らされ、その見解に反対することは許されなかった。そうした状況を反映して、1960年4月10日創刊の新しい『台湾青年』は、台湾に関しての自由な論説を言論の自由のある日本にいる台湾人から発していこうという趣旨により、王育徳、黄昭堂ら在日台湾人留学生有志によって隔月刊誌として東京の台湾青年社より刊行された。思想の右左に関係なく投稿を募り、日本で暮らす台湾人留学生の結束を図り、台湾青年の存在意義を広く世界に知らしめることを目的とした。当初は台湾国内では情報統制されていた政権批判などを掲載していたが、次第に台湾独立運動の機関誌として機能しはじめ、第10号以降は隔月刊から月刊となり、1970年からは発行所も台湾独立連盟（1987年以降は台湾独立建国連盟）に変更された。本誌は世界各地に留学した台湾人に回覧され、国際的な台湾独立運動の精神的支柱となった。また、台湾内ではできなかった二二八事件記念集会を毎年日本で行なったほか、政治犯救援、台湾人日本兵補償問題、長老教会国是声明支援、美麗島事件キャンペーン、戒厳令撤廃運動などさまざまな活動を展開した。42年間に亘って500号を刊行したが、後継者不足などにより、2002年（平成14年）6月の停刊記念号（第500号）をもって解散した。